# Ultimate Frisbee
Ultimate frisbee je kolektivní týmový sport s diskem frisbee. Hrají jej proti sobě dvě družstva o sedmi hráčích. Vítězí družstvo, které má na konci hrací doby vyšší skóre nebo dosáhne jako první stanoveného počtu bodů.
Dělí se do tří hlavních kategorií: Men (muži), Women (ženy), Mixed (smíšená družstva).

## Pravidla
Ultimate je kolektivní bezkontaktní hra. Hrají proti sobě dva sedmičlenné týmy. Hraje se s létajícím diskem na hrací ploše o rozměrech 100 krát 37 m. Na obou kratších stranách je tzv. koncová zóna o hloubce 18 m.
Cílem hry je chytit disk v koncové zóně protivníka a tím skórovat. Po dosaženém bodu se obracejí strany a družstvo, které dosáhlo bodu, provádí tzv. výhoz a brání. Hráč s diskem nesmí chodit či běhat, disk se pohybuje nahráváním. Bránící družstvo si může vynutit změnu držení disku (tzv. turnover). K té dochází vždy, když je nahrávka neukončená, zachycená nebo sražená protihráčem, disk se dotkne země a není přitom držen hráčem, disk je chycen v autu, útočníci si disk podají, útočník chytí vlastní hod nebo když útočník neodhodí disk předtím, než obránce napočítá do deseti.
Při hře na venkovním hřišti má v poli každý tým 7 hráčů, střídání je povoleno po dosažení bodu nebo při zranění. Hra končí buď po dosažení maximálního počtu bodů 15 nebo po dosažení časového limitu 100 minut.

### Spirit of the game (duch hry)
Ve hře Frisbee Ultimate neexistuje rozhodčí. Pravidla si hlídají sami hráči podle zásady fair play (spirit-of-the-game), tj. pokud někdo překročí nějaké pravidlo, sami hráči na hřišti si toto porušení pravidel nahlásí a situaci vyřeší. Většinou po porušení pravidel nedojde k turnoveru, nikdy však k nějakým penaltám a trestům - hra jednoduše pokračuje od poslední situace, která byla podle pravidel v pořádku. Hraní fair play je otázka cti.
Spirit of the game ale pro hráče Ultimate Frisbee symbolizuje mnohem víc, než jen fakt, že s nimi na hřišti není rozhodčí. Hráči hrají pro radost ze hry a oba týmy tak mají společný cíl, přestože spolu soupeří o výsledek (výklad Spirit of the game podle World Flying Disc Federation). Samozřejmostí je vzájemné si pomoci kolegovi z druhého týmu například vstát po pádu, poradit nováčkovi z druhého týmu (zakotveno i v pravidlech), vzájemně se informovat o turnoverech nebo třeba ocenit soupeřův výjimečný výkon potleskem. Na většině turnajů se také vyhlašuje tzv. Spirit, tedy cena pro tým, který jeho soupeři nejlépe ohodnotili z hlediska spirit-of-the-game. Po každém utkání následuje rituál, kdy se v kolečku chytí za ramena všichni hráči podle týmů na střídačku, ohodnotí se hra a vyřeší případné nepříjemnosti, které vznikly během hry.

## Mezinárodní závody
- Německý smíšený tým získal 2. místo v mezinárodní anketě Sportovec roku 2015, z osmnácti nominovaných sportovců a týmů neolympijských sportů, pořádané Mezinárodní asociací Světových her (IWGA)[1]

### Reprezentace České republiky
Dalších významné úspěchy české reprezentace
- 3. místo a cena „Spirit of the game“ na Mistrovství Evropy 2003 ve Francii v kategorii MIXED
- 6. místo na Mistrovství Světa 2004 ve Finském Turku v kategorii MIXED

Mistrovství Evropy 2007 v anglickém Southamptonu se účastnily tři české reprezentace
- 2. místo a cena „Spirit of the game“ v kategorii MIXED
- 8. místo v kategorii Junioři
- 16. místo v kategorii OPEN

Plážového mistrovství Evropy 2008 ve Francouzském Le Pouliguen se účastnily dvě české reprezentace
- 7. místo v kategorii Open
- 3. místo v kategorii MIXED

Mistrovství Evropy 2008 do 17 let
- 3. místo v kategorii Junior Open

Mistrovství Evropy 2011 ve slovinském Mariboru
- 8. místo v kategorii WOMEN
- 5. místo v kategorii OPEN

Juniorské mistrovství Evropy 2011 v polské Wroclavi
- 5. místo v kategorii Junior WOMEN do 20 let a cena "Spirit of the game"
- 5. místo v kategorii Junior OPEN do 20 let
- 6. místo v kategorii Junior OPEN do 17 let

Juniorské mistrovství Evropy 2013 v německém Kolíně nad Rýnem
- 6. místo v kategorii Junior WOMEN
- 6. místo v kategorii Junior OPEN

Plážové mistrovství Evropy 2013 ve španělském Calafellu
- 13. místo v kategorii WOMEN

Juniorské mistrovství Evropy 2017 v holandském Veenendaalu:
- 3. místo v kategorii Junior WOMEN do 20 let
- 3. místo v kategorii Junior WOMEN do 17 let
- 7. místo v kategorii Junior OPEN do 20 let
- 6. místo v kategorii Junior OPEN do 17 let

Plážové mistrovství Evropy 2019 ve portugalském Portimau:
- 8. místo v kategorii MIXED
- 4. místo v kategorii MASTERS OPEN

Mistrovství Evropy 2019 v maďarském Gyoru:
- 9. místo v kategorii WOMEN
- 7. místo v kategorii OPEN
- 16. místo v kategorii MIXED

Juniorské mistrovství Evropy 2019 v polské Wroclavi:
- 5. místo v kategorii Junior WOMEN do 20 let
- 1. místo v kategorii Junior WOMEN do 17 let
- 7. místo v kategorii Junior OPEN do 20 let

- 10. místo v kategorii Junior OPEN do 17 let

- 5. místo v kategorii Junior MIXED do 20 let

Seniorské mistrovství Evropy 2019 v španělském Madridu:
- 8. místo v kategorii MASTER MEN a cena "Spirit of the game"

## Ultimate v Česku
V České republice se Ultimate aktivně věnuje kolem patnácti týmů, které jsou rozesety po celé republice. Často se jedná o týmy, které vznikly na akademické půdě, čemuž odpovídá věkový průměr hráčů. Ultimate se tedy věnují převážně vysokoškoláci a ti, kteří v týmu hráli a nyní již nestudují. Nejúspěšnější český tým jsou Prague Devils, kteří vznikli na půdě pražského ČVUT. Během celého roku je pořádanáno mnoho turnajů, kam týmy jezdí měřit své síly.

### Česká liga
Liga je hrána formou víkendových turnajů. V kategorii Open jsou od roku 2007 hrány dva kvalifikační turnaje, kde týmy získávají body za umístění. Dle výsledků z kvalifikačních turnajů jsou rozděleny na 1. a 2. ligu na finálovém turnaji hraném koncem června.
| Ročník | 1. místo                 | 2. místo                 | 3. místo                 |
| ------ | ------------------------ | ------------------------ | ------------------------ |
| 2002   | Terrible Monkeys (Praha) | Prague Lions (Praha)     | FUJ (Praha)              |
| 2003   | Prague Devils (Praha)    | FUJ (Praha)              | Terrible Monkeys (Praha) |
| 2004   | FUJ (Praha)              | Terrible Monkeys (Praha) | Prague Devils (Praha)    |
| 2005   | FUJ (Praha)              | Prague Devils (Praha)    | Žlutá zimnice (Praha)    |
| 2006   | Prague Devils (Praha)    | 4 Fingers (Praha)        | Terrible Monkeys (Praha) |
| 2007   | Prague Devils (Praha)    | FUJ (Praha)              | 3SB (České Budějovice)   |
| 2008   | Prague Devils (Praha)    | Žlutá zimnice (Praha)    | Atrofované ruce (Plzeň)  |
| 2009   | Prague Devils (Praha)    | Žlutá zimnice (Praha)    | Terrible Monkeys (Praha) |
| 2010   | Prague Devils (Praha)    | Terrible Monkeys (Praha) | FUJ (Praha)              |
| 2011   | Prague Devils (Praha)    | FUJ (Praha)              | Terrible Monkeys (Praha) |
| 2012   | Prague Devils (Praha)    | Yellow Block             | Tree Monkeys A (Praha)   |
| 2013   | Prague Devils (Praha)    | FUJ (Praha)              | Tree Monkeys (Praha)     |
| 2014   | Terrible Monkeys (Praha) | FUJ (Praha)              | Yellow Block (Praha)     |
| 2015   | Figurky slonů (Říčany)   | Terrible Monkeys (Praha) | Yellow Block (Praha)     |
| 2016   | Yellow Block (Praha)     | 3SB (Č. Budějovice)      | FUJ (Praha)              |
| 2017   | FUJ (Praha)              | Prague Devils (Praha)    | Yellow Block (Praha)     |
| 2018   | Yellow Block (Praha)     | Prague Devils (Praha)    | 3SB (Č. Budějovice)      |
| 2019   | 3SB A (spojeni s FUJ)    | Prague Devils (Praha)    | Terrible Monkeys (Praha) |
| 2020   | FUJ (Praha)              | Terrible Monkeys (Praha) | 3SB (Č. Budějovice)      |
| 2021   | 3SB (Č. Budějovice)      | FUJ (Praha)              | Terrible Monkeys (Praha) |
| 2022   | 3SB (Č. Budějovice)      | Left Overs (Brno)        | Terrible Monkeys (Praha) |
| 2023   | Terrible Monkeys (Praha) | Peaceegg (Písek)         | 3SB (České Budějovice)   |
| 2024   | Terrible Monkeys (Praha) | 3SB (Č. Budějovice)      | FUJ (Praha)              |

| Ročník | 1. místo              | 2. místo                     | 3. místo                 |
| ------ | --------------------- | ---------------------------- | ------------------------ |
| 2004   | Prague Devils (Praha) |                              |                          |
| 2005   | Žlutá Zimnice (Praha) |                              |                          |
| 2006   | Žlutá Zimnice (Praha) |                              |                          |
| 2007   | Prague Devils (Praha) | Žlutá Zimnice (Praha)        | Terrible Monkeys (Praha) |
| 2008   | Žlutá Zimnice (Praha) | Prague Devils (Praha)        | FUJ (Praha)              |
| 2009   | Žlutá Zimnice (Praha) | Prague Devils (Praha)        | Terrible Monkeys (Praha) |
| 2010   | Žlutá Zimnice (Praha) | Terrible Monkeys (Praha)     | FUJ (Praha)              |
| 2011   | Žlutá Zimnice (Praha) | Velká Morava (Brno, Olomouc) | Komba Ušatá (Praha)      |
| 2012   | Prague Devils (Praha) | Sedm Opic (Praha)            | Velká Morava (Brno)      |
| 2013   | Prague Devils (Praha) | FUJ (Praha)                  | Velká Morava (Brno)      |
| 2014   | Yellow Blocj (Praha)  | Prague Devils (Praha)        | Prague Devils (Praha)    |
| 2015   | Yellow Block (Praha)  | 3SB (Č. Budějovice)          | 7 Opic (Praha)           |
| 2016   | 3SB (Č. Budějovice)   | Prague Devils (Praha)        | Velká Morava (Morava)    |
| 2017   | 3SB (Č. Budějovice)   | YellowFUJEver (Praha)        | Velká Morava (Morava)    |
| 2018   | Velká Morava (Morava) | Východní Blok                | 3SB (Č. Budějovice)      |
| 2019   | 3SB (Č. Budějovice)   | FUJ (Praha)                  | Terrible Monkeys (Praha) |
| 2020   | 3SB (Č. Budějovice)   | Východní Blok                | FUJ (Praha)              |
| 2021   | 3SB (Č. Budějovice)   | Východní Blok                | Terrible Monkeys (Praha) |
| 2022   | 3SB (Č. Budějovice)   | Východní Blok                | FUJ (Praha)              |
| 2023   | Východní Blok         | 3SB (Č. Budějovice)          | FUJ (Praha)              |
| 2024   | Východní Blok         | 3SB (Č. Budějovice)          | Terrible Monkeys (Praha) |